# Conflicte del sud de Tailàndia
El conflicte del sud de Tailàndia és un conflicte separatista que té lloc a Pattani, al sud de Tailàndia, compost per tres províncies. La violència s'ha estès a altres províncies. El contenciós data del 1948, però la violència ha escalat i esclatat finalment el 2004. La zona que demana la secessió és majoritàriament musulmana i té una situació de guerrilla des del 2004. El territori està habitat per unes 2,3 milions de persones i d'entre els guerrillers n'hi ha que se'n prenen actualment a budistes tailandesos. S'estima que al mes de juliol del 2010 el nombre de morts ascendeix a 4.100. D'acord amb allò comunicat pel Comandament d'Operacions Militars de la zona, hi ha hagut 320 atemptats a quatre províncies frontereres entre el mes de gener i de desembre del 2013.